# Мануїл Комнін (себастократор)
Мануїл Комнін (1145 — бл. 1185) — державний діяч Візантійської імперії, себастократор.

## Життєпис
Походив з династії Комнінів. Старший син Андроніка Комніна від шлюбу з першою дружиною Іриною. Народився у 1145 році в Константинополі. Виховувався при дворі імператора Мануїла I, оскільки батько тривалий час був або у вигнанні, або загратований. У 1170-х роках з огляду на недійність свого батька Манїлу не було довірено якихось військових чи державних посад.
1180 року одружився з Русудан Багратіоні, донькою грузинського царя Георгія III. У 1181 році під час заколоту Андроніка Комніна проти регентки Марії Антиіохійської та її фаворита протосебаста Олексія Комніна Мануїла разом з його братом Іоанном було арештовано. У 1182 році здобув волю після вступу з військом до столиці імперії його батька Андроніка.
У 1184 році внаслідок відсутності політичного хисту не отримав від батька, що на той час став одноосібним імператором, титулу співімператора, який дістався братові Іоанну. Натомість Мануїл Комнін став себастократором. У 1185 році під час заколоту проти імператора Андроніка I не виявив енергійності з захисту останнього. Мануїл був схоплений і засліплений. Ймовірно невдовзі після цього він помер.

## Родина
Дружина — Русудан, донька Георгія III, царя Грузії
Діти:
- Олексій (1182—1222), засновник і 1-й імператор Трапезундської імперії
- Давид (1184—1212), співімператор Трапезундської імперії у 1204—1212 роках